# Crockeraspis fungosa
Crockeraspis fungosa är en insektsart som beskrevs av Sadao Takagi 2000. Crockeraspis fungosa ingår i släktet Crockeraspis och familjen pansarsköldlöss. Inga underarter finns listade i Catalogue of Life.